# 赤松幸輔
赤松 幸輔（あかまつ こうすけ、1992年6月5日 - ）は、愛媛県宇和島市出身の元プロ野球選手（捕手、右投右打）・コーチ。NPBでは育成選手であった。

## 経歴

### プロ入り前
瀬戸内高等学校から名古屋商科大学に進学すると、2年時（2012年）の愛知大学野球連盟秋季リーグ戦では打力を活かして指名打者でベストナインを受賞。しかし、チームとしては2013年秋季で2部に降格し、最終学年の4年時を2部で過ごした。

### 四国リーグplus・香川時代
大学卒業後、四国アイランドリーグplusの香川オリーブガイナーズに入団。1年目の2015年から正捕手として活躍し、香川の前期優勝に貢献するとともに、個人としても前期MVP及び捕手部門のベストナインに輝いた。

### オリックス時代
2015年のプロ野球ドラフト会議で、オリックス・バファローズから育成ドラフト2巡目で指名された。赤松本人もまったく指名されるとは思っておらず、香川の西田真二監督も「NPB入りへはもう一年」と本人に話していたが、直前のみやざきフェニックス・リーグでの活躍がアピールとなり、ドラフト会議の席上で急遽指名が決まったという。支度金300万円、年俸250万円（金額は推定）という条件で入団した。背番号は121となった。
2016年は、ウエスタン・リーグで45試合に出場し、打率.222、3本塁打、6打点の成績を残した。入団時に最大113kgあった体重は、激しい練習等によって102kgまで減少した。
2017年も、ウエスタンでの出場を続け、28試合で打率.250、2本塁打、8打点を残した。10月2日、球団から戦力外通告を受けた。10月31日、自由契約公示された。

### オリックス退団後
2017年11月15日の12球団合同トライアウトに参加、4打数2安打1三振の結果だった。
2018年1月9日、ベースボール・チャレンジ・リーグの福島ホープスに、選手兼任コーチとして入団することが発表された。10月13日、現役引退を発表し、退団。
大学時代の恩師である中村順司より指導者への転身を勧められ、学生野球資格回復制度の研修会を受講し、2019年2月5日に資格を回復。同月より、中村が総監督を勇退したばかりの母校・名古屋商科大学のコーチに就任した。コーチとして指導した一人に、卒業後に徳島インディゴソックスからオリックスに入団した茶野篤政がいる。
2023年度より監督に就任した。

## 選手としての特徴・人物
入団時に体重が113kgあった大型捕手で、パンチ力のある打撃やスローイングを評価されてのプロ入りとなった。
指導者としては大学時代の監督だった中村順司や、オリックス時代に二軍監督だった田口壮、福島時代の監督の岩村明憲の教えを指導の礎としている。

## 詳細情報

### 年度別打撃成績
- 一軍公式戦出場なし

### 独立リーグでの打撃成績
| 年 度    | 球 団    | 試 合 | 打 数 | 得 点 | 安 打 | 二 塁 打 | 三 塁 打 | 本 塁 打 | 打 点 | 三 振 | 四 球 | 死 球 | 犠 打 | 犠 飛 | 盗 塁 | 打 率 | 出 塁 率 | 長 打 率 | O P S |
| -------- | -------- | ----- | ----- | ----- | ----- | -------- | -------- | -------- | ----- | ----- | ----- | ----- | ----- | ----- | ----- | ----- | -------- | -------- | ----- |
| 2015     | 香川     | 64    | 210   | 20    | 58    | 4        | 0        | 9        | 37    | 38    | 11    | 6     | 3     | 0     | 1     | .276  | .330     | .424     | .754  |
| 2018     | 福島     | 69    | 271   | 46    | 94    | 20       | 2        | 8        | 56    | 28    | 27    | 3     | 1     | 3     | 1     | .347  | .408     | .524     | .932  |
| IL：1年  | IL：1年  | 64    | 210   | 20    | 58    | 4        | 0        | 9        | 37    | 38    | 11    | 6     | 3     | 0     | 1     | .276  | .330     | .424     | .754  |
| BCL：1年 | BCL：1年 | 69    | 271   | 46    | 94    | 20       | 2        | 8        | 56    | 28    | 27    | 3     | 1     | 3     | 1     | .347  | .408     | .524     | .932  |

### 背番号
- 8 （2015年）
- 121 （2016年 - 2017年）
- 26 （2018年）